# Rombly
Rombly is een gemeente in het Franse departement Pas-de-Calais (regio Hauts-de-France) en telt 35 inwoners (2009). De plaats maakt deel uit van het arrondissement Béthune.

## Geografie
De oppervlakte van Rombly bedraagt 1,1 km², de bevolkingsdichtheid is dus 31,8 inwoners per km².
De onderstaande kaart toont de ligging van Rombly met de belangrijkste infrastructuur en aangrenzende gemeenten.

## Demografie
Onderstaande figuur toont het verloop van het inwonertal (bron: INSEE-tellingen).